# Euploca tenuifolia
Euploca tenuifolia är en strävbladig växtart som först beskrevs av Robert Brown, och fick sitt nu gällande namn av Diane och Hilger. Euploca tenuifolia ingår i släktet Euploca och familjen strävbladiga växter. Inga underarter finns listade i Catalogue of Life.